# Gael García Bernal
Gael García Bernal (ur. 30 listopada 1978 w Guadalajarze) – meksykański aktor filmowy i telewizyjny. Laureat Złotego Globu dla najlepszego aktora w serialu komediowym lub musicalu jako Rodrigo De Souza, nowy dyrygent New York Symphony w serialu Mozart in the Jungle.

## Życiorys

### Wczesne lata
Urodził się w Guadalajarze w Jalisco jako syn meksykańskiej pary aktorskiej – Patricii Bernal, byłej modelki, i José Angela Garcíi, reżysera. Dorastał wraz z siostrą Tamarą i bratem Dario wychowywany przez ojczyma Sergio Yasbeka w kulturze katolickiej. Po raz pierwszy pojawił się na scenie jako dziewięciomiesięczny niemowlak w roli narodzonego Jezusa w widowisku bożonarodzeniowym. Od jedenastego roku życia występował z rodzicami w teatrze. Mając 11 lat zadebiutował na małym ekranie w meksykańskiej telenoweli Televisa Teresa (1989–1991). Na planie hiszpańskiej telenoweli El Abuelo y Yo (1992) poznał swojego najlepszego przyjaciela Diego Lunę. Po rozwodzie swoich rodziców, mając siedemnaście lat zdecydował rozpocząć karierę aktorską. Uczęszczał do International Baccalaureate.

### Kariera
W wieku osiemnastu lat zagrał postać nieśmiałego roznosiciela mleka w nominowanej do nagrody Oscara 16-minutowej komedii Dobra mina do złej gry (De tripas, corazón, 1996). W 1999 wyjechał do Londynu, gdzie dorabiał jako kelner, model i murarz. W latach 1999–2001 studiował w jednej z najbardziej renomowanych szkół aktorskich The Central School of Speech and Drama na Uniwersytecie Londyńskim.
Drogę do międzynarodowej kariery otworzyła mu kreacja Octavio, który zarabia, wystawiając swojego rottweilera do nielegalnych walk psów, a zebrane pieniądze chce przeznaczyć na ucieczkę z żoną swojego brata w mrocznym dramacie Amores perros (2000), za którą odebrał meksykańską nagrodę Srebrnego Ariela i Srebrnego Hugo na MFF w Chicago.
Międzynarodowy sukces zawdzięcza roli 17-letniego Julio Zapaty, który wraz z przyjacielem wyrusza w przesyconą erotyzmem podróż z dojrzałą kobietą w dramacie I twoją matkę też (Y Tu Mamá También, 2001), która przyniosła mu Nagrodę im. Marcello Mastroianniego dla najlepszego debiutu aktorskiego na 58. MFF w Wenecji i latynoską nagrodę kinową MTV.
W hiszpańskiej komedii Boskie jak diabli (Sin noticias de Dios, 2001) zagrał postać Lucyfera Jacka Devenporta, doradcy i wysłannika piekła, szefa agentki specjalnej. W czerwcu 2002 został uznany za jednego z 25 najpiękniejszych ludzi świata hiszpańskiej edycji magazynu „People”.
Za rolę tytułowego młodego katolickiego księdza, który złamał prawo kanoniczne i wdał się w romans z nastolatką, która zachodzi z nim w ciążę, a on organizuje dla niej aborcji w kontrowersyjnym melodramacie Zbrodnia ojca Amaro (El Crimen del padre Amaro, 2002) opowiadającym o korupcji, uprawianiu nierządu oraz kontraktach z handlarzami narkotyków wśród katolickich księży otrzymał nagrodę dla najlepszego aktora od Związku Meksykańskich Dziennikarzy Filmowych, tytuł najbardziej obiecującego aktora od Stowarzyszenia Krytyków Filmowych z Chicago oraz meksykańską nagrodę kinową MTV.
W melodramacie Kropka nad i (Dot the I, 2003) wcielił się w postać namiętnego Brazylijczyka. Swój wszechstronny talent aktorski ujawnił raz jeszcze w budzącym kontrowersje thrillerze noir Pedro Almodóvara Złe wychowanie (La Mala educación, 2004), gdzie zagrał aż trzy role – Ángela, Juana i transwestyty enfant terrible – piękną Zaharę, zdobywając nagrodę Chlotrudis w Massachusetts. W dramacie Dzienniki motocyklowe (Diarios de motocicleta, 2004) jego bohater to młody Argentyńczyk Ernesto 'Che' Guevara de la Serna, który w 1952 roku wyruszają na poszukiwanie prawdziwego oblicza Ameryki Łacińskiej. Postać Che Guevary odtworzył po raz pierwszy w filmie telewizyjnym Fidel – Legenda (Fidel, 2002).
Przewodniczył jury Złotej Kamery na 63. MFF w Cannes (2010). Zasiadał również w jury konkursu głównego na 67. MFF w Cannes (2014).

## Życie prywatne
Spotykał się z Cecilią Suárez (2001–2003) i Natalie Portman (2003–2006). 
Od 2008 do września 2014 był związany z argentyńską aktorką Dolores Fonzi. Poznali się na planie Vidas privadas w 2001. Z tego związku ma syna Lázara (ur. 8 stycznia 2009 w Madrycie, w Hiszpanii) i córkę Libertad (ur. 4 kwietnia 2011 w Buenos Aires, w Argentynie).
Angażował się w programy zapobiegające rozprzestrzenianiu się epidemii AIDS na świecie, walczył z polityką imigracyjną Stanów Zjednoczonych w stosunku do Meksyku i popiera międzynarodową akcję humanitarną Oxfam, pomagającą krajom rozwijającym się.
Opisał siebie jako „kulturowo - katolika, ale duchowo - agnostyka”.

## Filmografia

### Filmy fabularne
- 2000: Cerebro
- 2000: Amores perros jako Octavio
- 2001: Ostatnia poczta (The Last Post)
- 2001: Boskie jak diabli (Sin noticias de Dios) jako Davenport
- 2001: I twoją matkę też (Y Tu Mamá También) jako Julio Zapata
- 2001: Życio-rysy (Vidas privadas) jako Gustavo 'Gana' Bertolini
- 2002: Lily and the Secret Planting
- 2002: Zbrodnia ojca Amaro (El crimen del padre Amaro) jako ojciec Amaro
- 2002: Randka z Lucy (Autour de Lucy) jako Gabriel
- 2003: Kubańska krew (Dreaming of Julia) jako Ricky
- 2003: Kropka nad i (Dot the I) jako Kit
- 2004: Złe wychowanie (La mala educación) jako Ángel/Juan/Zahara
- 2004: Dzienniki motocyklowe (Diarios de motocicleta) jako Che Guevara
- 2004: In viaggio con Che Guevara jako Che
- 2005: Król (The King) jako Elvis Valderez
- 2006: Jak we śnie (La science des rêves) jako Stéphane Miroux
- 2006: Babel jako Santiago
- 2007: Déficit
- 2007: Przeszłość (El pasado) jako Rímini
- 2008: Rudo i Cursi (Rudo y Cursi) jako Tato
- 2008: Miasto ślepców (Blindness) jako barman / Król oddziału trzeciego
- 2009: 8 – 'The Letter'
- 2009: The Limits of Control jako Meksykanin
- 2009: Mamut (Mammoth) jako Leo Vidales
- 2010: Nawet deszcz (También la lluvia) jako Sebastián
- 2010: Listy do Julii jako Victor
- 2011: Najsamotniejsza z planet (The Loneliest Planet) jako Alex
- 2011: Odrobina nieba (A Little Bit of Heaven) jako Julian Goldstein
- 2012: Casa de mi padre jako Onza
- 2017: Coco jako Héctor Rivera (głos)
- 2018: Przedszkolanka (The Kindergarten Teacher) jako Simon

### Filmy TV
- 2002: Fidel – Legenda (Fidel) jako Che Guevara

### Seriale TV
- 1989-91: Teresa jako Peluche
- 1992: El Abuelo y yo jako Daniel
- 2000: Królowa miecza (Queen of Swords) jako Churi
- 2006: Jestem twoim fanem (Soy tu fan)
- 2014: Mozart w Dżungli (Mozart in the Jungle) jako Rodrigo De Souza
- 2022: Wilkołak Nocą (Werewolf by Night) jako Jack Russell / Werewolf by Night

### Filmy krótkometrażowe
- 1996: Dobra mina do złej gry (De tripas, corazón) jako Martín
- 2001: El Ojo en la nuca